# Тиловайка (притока Єрикси)
Тилова́йка (рос. Тыловайка) — річка в Граховському районі Удмуртії, Росія, ліва притока Єрикси.
Довжина річки становить 9 км. Бере початок на Можгинської височини, впадає до Єрикси на захід від села Велика Єрикса. Живлення річки переважно дощове та снігове. Русло пряме з низькими берегами.
Назва походить від удмуртських слів тило (розчищати підлісок) та вай (струмок), тобто струмок, розчищений від підліску. На річці розташовані села Руський Тиловай та Нижній Тиловай. В останньому селі збудовано автомобільний міст.